# Heca albo polowanie na zająca
Heca albo polowanie na zająca – anonimowa, jednoaktowa polska barokowa opera komiczna w 3 odsłonach o tematyce łowieckiej. Zachowana bez tytułu, datowana jest na podstawie zapisu nutowego na przełom XVII/XVIII w. Jest uznawana za najstarszą zachowaną operę polską.

## Odkrycie
Rękopis opery bez strony tytułowej i zakończenia został odkryty przez muzykologa, prof. Uniwersytetu Jana Kazimierza, Adolfa Chybińskiego, działającego do 1939 na terenie województwa lwowskiego i ówczesnej Polski południowo-wschodniej. Pochodzi on z nieustalonego dziś archiwum dworskiego, miejskiego lub kościelnego. Utwór przypuszczalnie mający charakter okazjonalny, prawdopodobnie dedykowany był nieznanemu dziś łowczemu z jednej z ordynacji I Rzeczypospolitej z okazji jego imienin lub urodzin. Po śmierci prof. Adolfa Chybińskiego rękopis został przekazany wraz z archiwum profesora do biblioteki Uniwersytetu im. Adama Mickiewicza w Poznaniu, tam został skatalogowany jako kantata myśliwska.
Utwór został zbadany i opracowany przez prof. Jerzego Gołosa, który nadał mu tytuł Heca albo polowanie na zająca: krotochwila myśliwska w jednym akcie i opracował zakończenie. Według opinii prof. Jerzego Gołosa pewne słowa użyte w libretcie opery, np. wszytek czy ÿ – y jotowane, po raz ostatni w pisowni staropolskiej notowano ok. 1680 r., później wyszły z użycia. Prapremiera opery w opracowaniu prof. Jerzego Gołosa i aranżacji wokalno-instrumentalnej Piotra Orlińskiego miała miejsce 17 października 2008 roku w Muzeum Zamku Górków w Szamotułach. Kierownictwo prawykonania – Radosław Jastak. Wykonawcy – zespół Nemrod oraz artyści scen poznańskich.

## Osoby
- Pan Łowczy
- Dworzanie
- Kucharz
- Icek – Żyd, karczmarz
- Psiarczykowie

## Treść
Historia opowiedziana w Hecy... jest żartobliwa i komiczna. Dworzanie zachęcają Pana Łowczego, aby "psy wysforował" i udał się na polowanie na zająca, który był tradycyjną potrawą bożonarodzeniową. Po polowaniu, które zakończyło się sukcesem, zająca otrzymuje kucharz, który zajmuje się jego przyrządzeniem (m.in. poprzez dodanie oliwek, imbiru i kaparów). Szlachta kończy posiłek tradycyjnym obżarstwem i opilstwem, wznosząc liczne toasty. Autor żartuje w utworze ze spraw duchowych i parodiuje księży. Za sprawą karczmarza Icka  pojawia się prawdopodobnie po raz pierwszy wątek żydowski, nie występujący w innych utworach polskiej muzyki dawnej. Libretto niesie wiele szczegółów obyczajowych z życia drobnej szlachty, terminologii i zwyczajów myśliwskich, kulinarnych i biesiadnych.